# Marcelo Kohen

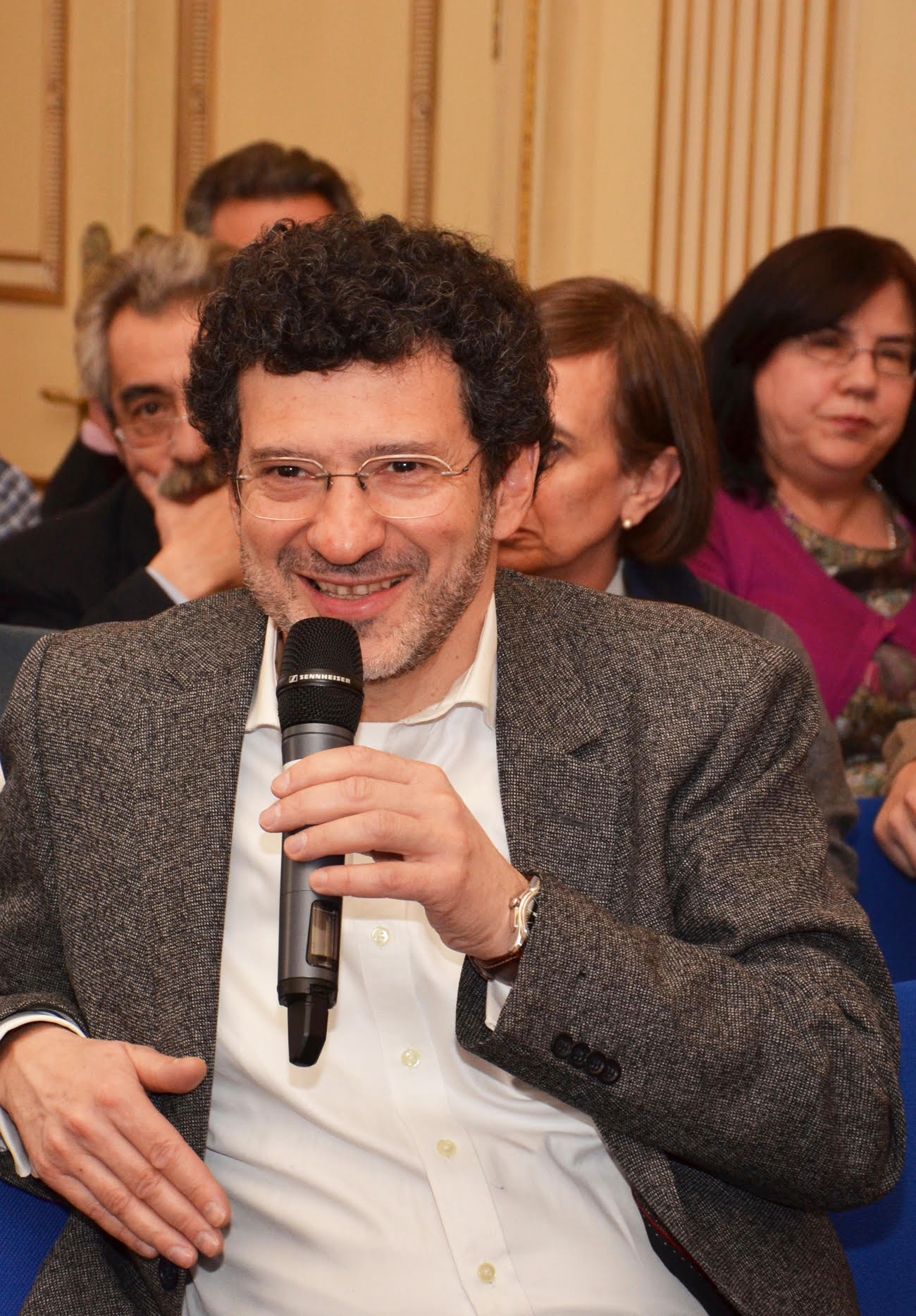
Marcelo Kohen, 2016

Marcelo Gustavo Kohen (* 11. August 1957 in Rosario (Santa Fe)) ist ein argentinischer Jurist und Professor für Völkerrecht am Hochschulinstitut für internationale Studien und Entwicklung in Genf.

## Biografie
Kohen studierte Rechtswissenschaften an der Universidad Nacional de Rosario und schloss 1983 als Rechtsanwalt ab. Er wurde 1995 im Fach Internationales Recht an der Universität Genf promoviert. 2002 wurde er ebendort zum Professor für Internationales Recht berufen.
Als Anwalt vertrat er in mehreren Verfahren Staaten vor dem Internationalen Gerichtshof, darunter Argentinien (gegen Uruguay) im Streit um Papierfabriken am Rio Uruguay und Guatemala (gegen Belize) im Streit um Inseln in der Karibik.
1997 erhielt er für seine Possession contestée et souveraineté territoriale den Paul Guggenheim-Preis.
Seit 2015 ist er Generalsekretär des Institut de Droit International.

## Publikationen (Auswahl)
- Marcelo Kohen: Possession contestée et souveraineté territoriale; Presses universitaires de France, 1997.
- Marcelo Kohen (Hrsg.): Secession - International Law Perspectives; Cambridge University Press, 2006.
- Marcelo Kohen / Mamadou Hébié (Hrsg.): Research Handbook on Territorial Disputes in International Law, EE Elgar, 2018.
- Marcelo Kohen / Patrick Dumberry: The Institute of International Law's Resolution on State Succession and State Responsibility; Cambridge University Press, 2019.